# Aoubellil
Aoubellil (în arabă عقب الليل) este o comună din provincia Aïn Témouchent, Algeria.
Populația comunei este de 4.894 de locuitori (2010).